# Gianfranco Beting
Gianfranco Zioni Beting (São Paulo, 11 de janeiro de 1964), também conhecido como Gianfranco "Panda" Beting ou simplesmente Panda Beting, é um publicitário, fotógrafo, escritor e consultor aeronáutico internacional.
Conhecido por ter sido um dos co-fundadores da Azul Linhas Aéreas Brasileiras em 2008, ao lado de David Neeleman.
É filho do jornalista Joelmir Beting, irmão do jornalista Mauro Beting e primo do jornalista Erich Beting.
Atualmente, é diretor de marketing da Amaro Aviation.

## Biografia
Em 1976, com apenas 12 anos de idade, a convite de Omar Fontana, fundador e presidente da companhia aérea Transbrasil, Gianfranco realiza seu primeiro trabalho profissional: definir os padrões cromáticos de duas aeronaves da frota da Transbrasil.
Em 1981, ingressou na Universidade de São Paulo (USP), onde formou-se em arquitetura. Fez pós-graduação em Marketing de Linhas Aéreas pela IATA em Bangkok, Tailândia (1995).
Em 1º de março de 2008, é o primeiro funcionário contratado para ajudar na criação da mais nova empresa aérea no País, a Azul Linhas Aéreas Brasileiras. Cria pessoalmente a marca, nome, identidade visual e uniformes da companhia. Torna-se Diretor de Marketing da empresa. 
Em 2015, Gianfranco Beting desliga-se da Azul e inicia sua carreira como consultor internacional. Ao mudar-se com a sua família para Miami, Estados Unidos, lança a Beting Consulting, empresa especializada em consultoria de marketing e comunicação voltada para o setor de aviação e transportes, atendendo a TAP Air Portugal, Avianca, Breeze, VIX Logística e Viação Águia Branca.
Em 2021, Panda Beting foi eleito Personalidade do Ano na primeira edição do Aviões e Músicas Awards, premiação organizada pelo Canal do YouTube de mesmo nome.

## Livros
Gianfranco Beting também se dedica a escrever e a publicar livros sobre aviação, muitos contendo fotografias realizadas pelo próprio autor. Lançou o seu primeiro livro em 2005, JET, com uma versão em português e outra em inglês.
Ao todo, publicou 18 livros, sendo a maioria publicada por sua própria editora, a Beting Books.
- JET – edição em português (Beting Books) – publicado em 2005
- JET – edição em inglês (Beting Books) – publicado em 2005
- Asas Brasileiras – edição em português (Beting Books) – publicado em 2006
- Brazilian Wings – edição em inglês (Beting Books) – publicado em 2006
- Blackbox – edição em português (Beting Books) – publicado em 2007
- Nas Nuvens – edição em português (Beting Books) – publicado em 2008
- Varig – 432 aeronaves de nossa Eterna Pioneira – edição em português (Beting Books) – publicado em 2008
- Varig Eterna Pioneira – edição em português (EDIPUC-RS Beting Books) – publicado em 2009
- Azul Acima de Tudo – edição em português (Beting Books) – publicado em 2012
- Tango Bravo Alfa – edição em português (Beting Books) – publicado em 2016
- Kai Tak – edição bilíngue em português/inglês (Beting Books) – publicado em 2017
- Trijatos – edição em português (Beting Books) – publicado em 2018
- 747 – edição em português (Beting Books) – publicado em 2018
- Top Shots – Volume 1 – edição bilíngue em português/inglês (Beting Books) – publicado em 2019
- Top Shots – Volume 2 – edição bilíngue em português/inglês (Beting Books) – publicado em 2019
- Come Fly With Me – edição em português (Beting Books) – publicado em 2020
- Varig Eterna Pioneira – Terceira edição revisada e ampliada – em português (Beting Books) – publicado em 2020
- Viaje Bem, Viaje Vasp – edição em português (Beting Books) – publicado em 2021